# Pseudoniphargus longicauda
Pseudoniphargus longicauda is een vlokreeftensoort uit de familie van de Allocrangonyctidae. De wetenschappelijke naam van de soort is voor het eerst geldig gepubliceerd in 1988 door Stock.